# Бенхамин Кан
Бенхамин Кан (на испански: Benjamín Cann) е мексикански режисьор и театрален драматург.

## Творчество

### Режисьор
- Родители за удобство (2024)
- Да преодолееш вината (2023)
- Отвъд теб (2023)
- Да преодолееш липсата (2022)
- Да преодолееш миналото (2021)
- Да преодолееш мъката (2020-2021)
- Да преодолееш страха (2020)
- Доня Флор и нейните двама съпрузи (2019)
- Готин баща (2017)
- Двойният живот на Естела Карийо (2017)
- По-скоро мъртва, отколкото Личита (2015/16)
- Толкова богати бедняци (2013/14)
- Да лъжеш, за да живееш (2013)
- Заради нея съм Ева (2012)
- Силата на съдбата (2011)
- Втора част на Море от любов (2009/10)
- Успелите Перес (2009)
- Дума на жена (2007/08)
- S.O.S.: Sexo y otros secretos (2007-2008)
- Първа част на Пощенски код (2006/07)
- Втора част на Любовен облог (2004/05)
- Руби (2004)
- Любовта ми е моят грях (2004)
- Другата (2002)
- DKDA (1999/2000)
- Светлина на пътя (1998)
- Малко село, голям ад (1997)
- La sombra del otro (1996)
- Първа част на Плантация на страсти (1996) (Гост-режисьор; режисьор Клаудио Рейес Рубио)
- Buscando el paraíso (1993)
- Втора част на Мария Мерседес (1992) (Режисьор на сцена в локация; режисьор Беатрис Шеридан)
- Morir para vivir (1989)
- Dos vidas (1988)
- Грехът на Оюки (1987)

### Сценарист

#### Сериали
- S.O.S.: Sexo y otros secretos (2007-2008)
- Mujeres (2005)

#### Кино
- La primera noche (1998)
- De muerte natural (1996)

## Награди и номинации
Награди TVyNovelas (Мексико)
| Година | Категория          | Теленовела                        | Резултат  |
| ------ | ------------------ | --------------------------------- | --------- |
| 2020   | Най-добър режисьор | Да победиш страха                 | Номиниран |
| 2018   | Най-добър режисьор | Готин баща                        | Номиниран |
| 2018   | Най-добър режисьор | Двойният живот на Естела Карийо   | Номиниран |
| 2016   | Най-добър режисьор | По-скоро мъртва, отколкото Личита | Номиниран |
| 2015   | Най-добър режисьор | Толкова богати бедняци            | Номиниран |
| 2014   | Най-добър режисьор | Да лъжеш, за да живееш            | Печели    |
| 2013   | Най-добър режисьор | Заради нея съм Ева                | Печели    |
| 2009   | Най-добър режисьор | Успелите Перес                    | Номиниран |
| 2009   | Най-добър режисьор | S.O.S.: Sexo y otros secretos     | Номиниран |
| 2008   | Най-добър режисьор | S.O.S.: Sexo y otros secretos     | Номиниран |
| 2003   | Най-добър режисьор | Другата                           | Печели    |
| 1997   | Най-добър режисьор | Плантация на страсти              | Печели    |

Награди ACE (Ню Йорк)
| Година | Категория          | Теленовела             | Резултат |
| ------ | ------------------ | ---------------------- | -------- |
| 2014   | Най-добър режисьор | Толкова богати бедняци | Печели   |
| 1988   | Най-добър режисьор | Грехът на Оюки         | Печели   |